# 산업용 이더넷

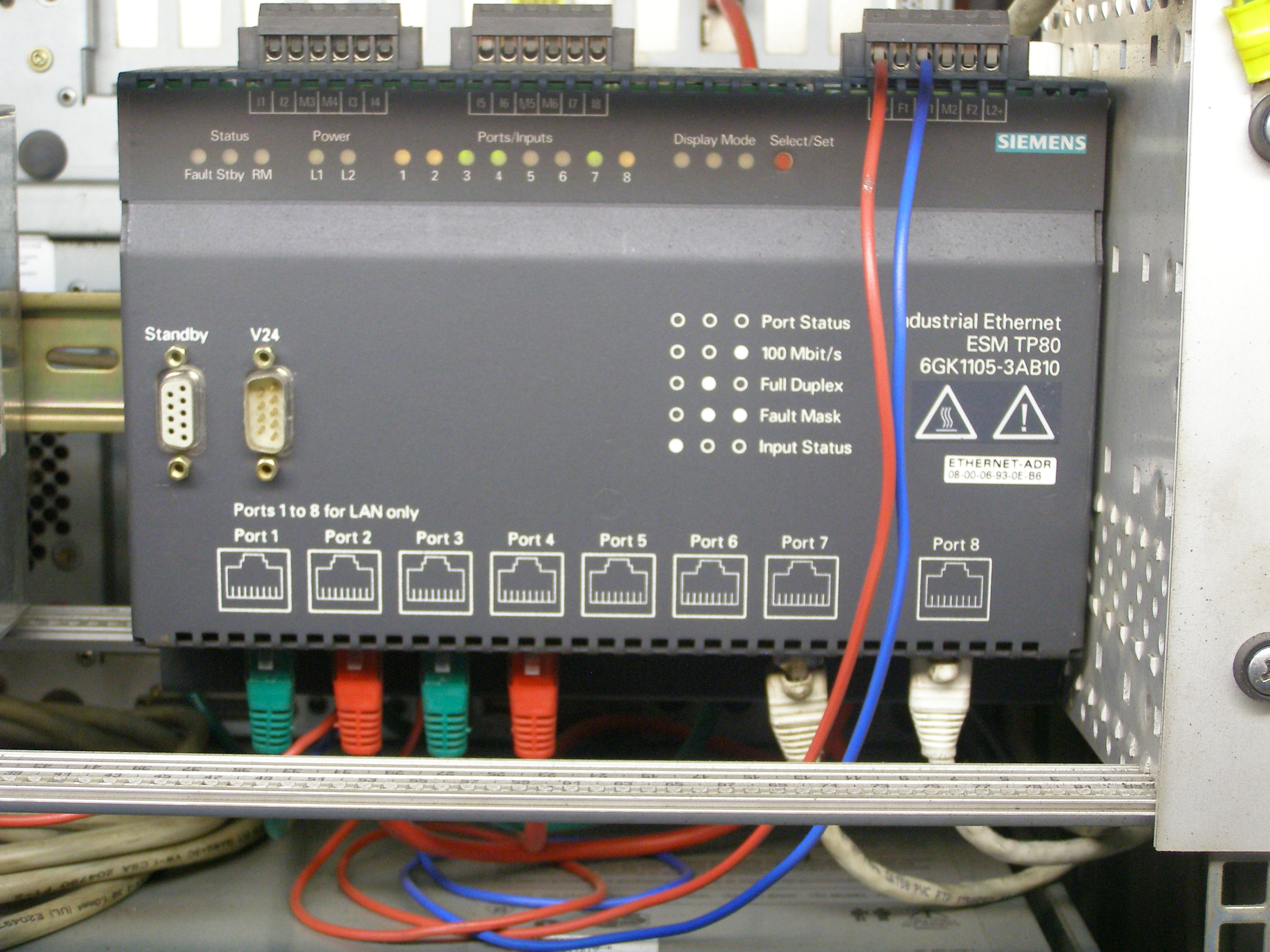
산업용 이더넷 스위치

산업용 이더넷(Industrial Ethernet, IE)은 결정성과 실시간 제어를 제공하는 프로토콜을 통해 산업 환경에서 이더넷을 사용하는 것이다. 산업용 이더넷용 프로토콜에는 EtherCAT, 이더넷/IP, 프로피넷(PROFINET), 파워링크(POWERLINK), SERCOS III, CC-Link IE 및 모드버스 TCP가 포함된다. 많은 산업용 이더넷 프로토콜은 수정된 MAC(미디어 액세스 제어) 계층을 사용하여 낮은 대기 시간과 결정성을 제공한다. 일부 마이크로프로세서는 산업용 이더넷 지원을 제공한다.
산업용 이더넷은 자동화 또는 프로세스 제어를 위해 산업 환경에서 견고한 커넥터 및 확장된 온도 스위치가 있는 표준 이더넷 프로토콜을 사용하는 것을 의미할 수도 있다. 플랜트 프로세스 영역에 사용되는 구성 요소는 통제된 환경에 설치하도록 고안된 정보 기술 장비의 범위를 초과하는 극한의 온도, 습도 및 진동의 열악한 환경에서 작동하도록 설계되어야 한다. 광섬유 이더넷 변형을 사용하면 전기 잡음 문제가 줄어들고 전기 절연이 제공된다.
일부 산업 네트워크는 전송된 데이터의 결정론적 전달을 강조한 반면, 이더넷은 충돌 탐지를 사용하여 네트워크 트래픽이 증가함에 따라 개별 데이터 패킷의 전송 시간을 예측하기 어렵게 만들었다. 일반적으로 산업용 이더넷 사용에서는 충돌이 전송 시간에 허용할 수 없을 만큼 영향을 미치지 않도록 전이중 표준 및 기타 방법을 사용한다.

## 같이 보기
- 컴퓨터 네트워크
- 분산 제어 시스템
- 필드버스
- 사용자 인터페이스
- 모드버스
- 공정관리
- 프로그래머블 로직 컨트롤러
- 스카다